# 蔡佳葳
蔡 佳葳（ツァイ・チャウエイ、繁体中国語: 蔡 佳葳、ラテン文字転写: Charwei Tsai、1980年10月1日 - ）は、台湾の台北市在住の芸術家。

## 概要
1980年、台湾の台北市で生誕。台北市の台北アメリカンスクールとカリフォルニア州ペブルビーチのスティーヴンソン・スクールを卒業後、2002年にロードアイランド・スクール・オブ・デザインでインダストリアルデザインの学位を取得し、2010年にパリ国立高等美術学校の大学院研究課程を修了した。
2002年にニューヨークに移住した。彼女はプリンテッド・マター (Printed Matter, Inc.) でアルバイトを、チベット・ハウスでボランティアをし、そこで仏教哲学に興味を持つようになった。2004年から2006年までニューヨークの中国人芸術家蔡国強のスタジオでアシスタントをしていた。芸術家ロバート・スミソンの土の作品群にも影響を受けている。
現在は台北、パリ、ホーチミン市等で芸術家として活動。2005年、アートジャーナル「Lovely Daze」を創刊。作品は、国際的な美術館、ギャラリー、ビエンナーレ、アートフェアで広く展示されている。